# Allison Iraheta
Allison Iraheta (născută pe 27 aprilie 1992 în Glendale, California) este o cântăreață și muziciană din Statele Unite ale Americii. Supranumită de unele publicații „Prințesa muzicii punk”, Iraheta a debutat în emisiunea televizată Quinceañera: Mama Quiero Ser Artista, pe care a câștigat-o pe parcursul anului 2006. Totuși, Allison Iraheta a devenit cunoscută în S.U.A. în urma participării la emisiunea-concurs American Idol, la finalul căreia s-a clasat pe locul patru. La scurt timp după încheierea competiției Iraheta a semnat un contract de management cu Jive/19 Records, iar primul său album, intitulat Just Like You, a început să fie comercializat în America de Nord la finele anului 2009.

## Discografie

### Albume de studio
- Just Like You (2009)

### Discuri single
- Friday I'll Be Over U (2009)